# Cosmethis rosenbergi
Cosmethis rosenbergi là một loài bướm đêm trong họ Geometridae.